# Луговське міське поселення
Луговське́ міське поселення (рос. Луговское городское поселение) — міське поселення у складі Кондінського району Ханти-Мансійського автономного округу Тюменської області Росії.
Адміністративний центр та єдиний населений пункт — селище міського типу Луговий.
Населення міського поселення становить 1507 осіб (2017; 1756 у 2010, 1956 у 2002).